# قلادة اللؤلؤ

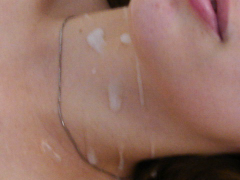

قلادة اللؤلؤ هو مُصطلح عامي يُستعمل خلال وصف العلاقات الجنسية الإنسانية حيث ينطوي على قذف الرّجل لمنيّه على أو بالقرب من رقبة أو صدر أو ثدي شريكته خلال الجِماع. يُمكن متابعة هذا القذف مباشرة بجماع ثديي أو حتّى استمناء من أجل الوصول للنشوة. بالرغم من غرابة تسمية هذه الحركة الجنسية إلا أن هذا الاسم يأتي فعلا من طريقة إيداع السائل المنوي والذي يُشبه قلادة من اللؤلؤ الشفاف والأبيض.
تُعد قلادة اللؤلؤ ممارسة جنسية آمنة وهي بديل للأشخاص الذين لا يفضلون ارتداء الواقي الذكري.

## في الثقافة الشعبية
استخدمَ الكوميديّ جورج كارلين هذا المصطلح في كتابه «قائمة غير كاملة من الكلمات غير المهذبة» كما ظهر نفس المصطلح في وقت مبكر من عام 1984 حيث تمّ تبادله بين العامة وكنكت مضحكة. زادت شهرة المصطلح عقب استخدامه في ألبوم كارلين في الحرم الجامعي. استُعمل المصطلح كذلك في سلسلة كوميدية أمريكية بعنوان نصف خبز صدرت عام 1996. زادت شهرة المصطلح عقبَ صدور أغنية تحمل نفس الاسم «قلادة اللؤلؤ» وقد لفتت كلمات الأغنية انتباه العامّة حيث لاحظ البعض أنها تشييء إلى المرأة. عاود المصطلح الظهور في الحلقة 69 من سلسلة الجنس والمدينة والتي صدرت عام 2004 لشركة إتش بي أو الشهيرة.